# Daniel Raischl
Daniel Raischl (* 19. März 1997) ist ein deutscher Fußballspieler.

## Karriere
Raischl begann seine Karriere in der AKA Salzburg. Sein Profidebüt fürs Farmteam FC Liefering gab er am 18. Spieltag 2014/15 gegen die SV Mattersburg.
Im Januar 2017 wechselte er zum Ligakonkurrenten Floridsdorfer AC, bei dem er einen bis Juni 2017 gültigen Vertrag erhielt.
Zur Saison 2018/19 wechselte er zum Regionalligisten ATSV Stadl-Paura. Für Stadl-Paura kam er in der Saison 2018/19 zu 24 Einsätzen in der Regionalliga. Zur Saison 2019/20 wechselte er zum Salzburger AK 1914 in die Regionalliga Salzburg.